# Talal Derki
Talal Derki (àrab: طلال ديركي, Ṭalāl Dīrkī) (Damasc, 24 de juliol de 1977) és un director de cinema documental, productor i guionista sirià d'ascendència kurda.

## Biografia
Talal Derki va estudiar direcció de cinema a l'Institut Superior d'Art i Televisió Cinematogràfics d'Atenes, graduant-se el 2003. Va treballar com a assistent de direcció per a produccions cinematogràfiques i va ser director de diferents programes de televisió i pel·lícules àrabs entre 2009 i 2012. Ha treballat com a realitzador independent per a la CNN i Thomson Reuters. Talal Derki viu exiliat a Berlín.

## Premis
Els curtmetratges i documentals de Talal Derki han estat premiats en nombrosos festivals. Entre ells, els seus llargmetratges documentals Return to Homs guanyà el Gran Premi del Festival de Cinema de Sundance i Of Fathers and Sons el Gran premi del Jurat del mateix festival.

## Filmografia
- 2003: Hello Damascus, goodbye Damascus
- 2005: A whole line of trees
- 2010: Hero of All Seas
- 2013: Return to Homs
- 2017: Of Fathers and Sons[2]